# KC & the Sunshine Band (musikalbum)
KC & the Sunshine Band, är det tredje studioalbumet av discogruppen KC & the Sunshine Band, lanserat 1975. Med det här albumet slog gruppen igenom stort. Det innehåller gruppens första Billboard Hot 100-etta "Get Down Tonight". Även uppföljaren "That's the Way (I Like It)" som återfinns på albumet nådde förstaplatsen i USA. Albumversionerna är båda betydligt längre än singelversionerna. I Storbritannien blev även "I'm So Crazy ('Bout You)" en mindre singelframgång. Albumets näst sista spår "I Get Lifted" spelades även in av George McCrae som fick en mindre hit i USA med den. "Boogie Shoes" blev en populär låt några år senare, då den togs med på dansfilmen Saturday Night Fevers soundtrack.

## Låtar på albumet
(Låtar utan angiven upphovsman skrivna av Harry Casey och Richard Finch)
1. "Let It Go, (Part 1)" - 2:56
2. "That's the Way (I Like It)" - 5:08
3. "Get Down Tonight" - 5:17
4. "Boogie Shoes" - 2:12
5. "Ain't Nothin' Wrong" - 3:08
6. "I'm So Crazy ('Bout You)"  (Casey/Clarke/Finch) - 3:07
7. "What Makes You Happy" - 2:51
8. "I Get Lifted" - 3:05
9. "Let It Go, (Part 2)" - 2:04

## Listplaceringar
| Lista (1975)   | Position             |
| -------------- | -------------------- |
| Kanada         | 5 (RPM)              |
| Nederländerna  | 5                    |
| Storbritannien | 22 (UK Albums Chart) |
| Sverige        | 27 (Topplistan)      |
| USA            | 4 (Billboard 200)    |